# ایلیا، نقاش جوان
ایلیا، نقاش جوان فیلمی به کارگردانی ابوالحسن داوودی، نویسندگی احمد طالبی‌نژاد و تهیه‌کنندگی شبکه دوم ایران محصول سال ۱۳۷۰ است.

## خلاصه فیلم
فیلم داستان یک جوانی به نام «ایلیا» که علاقه‌مند به نقاشی است، وی زادگاهش را برای ادامه تحصیل ترک می‌کند و به همراه دوستش حمید عازم تهران می‌شود.

## جشنواره‌ها
جشنواره‌های فیلم ایلیا، نقاش جوان به شرح زیر است:
- جشنواره فیلم‌های کودکان و نوجوانان - دوره هفتم، نهم، هجدهم و نوزدهم
- جشنواره فیلم فجر ـ دوره یازدهم
- دیپلم افتخار و تقدیر بهترین فیلم جشنواره فیلم‌های کودکان و نوجوانان ـ دوره هشتم